# Pampelonne
 Pampelonne  (en occitano Pampalona) es una población y comuna francesa, ubicada en la región de Mediodía-Pirineos, departamento de Tarn, en el distrito de Albi y cantón de Pampelonne.

## Demografía
| 910 | 873 | 833 | 671 | 715 | 669 |
| Para los censos de 1962 a 1999 la población legal corresponde a la población sin duplicidades (Fuente: INSEE [Consultar]) |     |     |     |     |     |

## Toponimia
Pampelonne fue fundada por Eustache de Beaumarchais, que nombró esta nueva bastida en honor a Pamplona (en francés, Pampelune), la ciudad donde había sido gobernador.

## Historia
Fundada por el senescal  Eustache de Beaumarchais en 1290, Pampelonne fue una bastida real en el siglo XIII. De esta época quedan la plaza propia de las bastidas y una torre de esquina en el corazón del pueblo, ya que las casas perdieron sus arcadas y los fosos que rodeaban los alrededores de la plaza fueron bloqueados a principios del siglo XX.
Este lugar permaneció inexpugnable, al menos por la fuerza, ya que en 1381, una banda de bandoleros ingleses lo tomó por sorpresa. Estos mismos ingleses ocuparon también el pueblo de Planques (comuna de Tanus), del que quedan una pasarela y la capilla. Este edificio que domina el valle de Viaur fue construido en los siglos XII y XIII. Es el único vestigio que queda del pueblo de Planques, que en los años 1920 quedó reducido a nada más que un pueblo fantasma.